# 디지몬 어드벤처 V테이머01
『디지몬 어드벤처 V테이머01』은 이자와 히로시 원작에, 야부노 텐야 작화, 혼고 아키요시가 감수를 맡아 월간잡지 V점프에서 1998년부터 2003년까지 연재한 만화이다. 통칭은 V테이머.

## 줄거리
게임기에 프로그램 되어있지 않은 디지몬 브이드라몬을 키운 주인공 야가미 타이치는 홀리엔젤몬 성의 주인 홀리엔젤몬에게 소환되어 폴더 대륙으로 오게 된다. 그곳은 초궁극체의 부활을 꿈꾸는 데몬 때문에 평화를 위협받고 있었다. 데몬의 야망을 쳐부수기 위해서는 대륙에 흩어진 V테이머 태그를 모아야만 한다. 이리하여 타이치와 제로마루의 100%콤비의 모험이 시작되었다.

## 개요
디지몬 어드벤처가 시작되기 몇 달 전부터 시작되어 이후 5년 동안 지속된 장기작품이다.
미디어 전개한 디지몬 속에서도 이 작품만의 특징으로 일부 디지몬에게 종족명 이외에 진화해도 변하지 않는 고유명칭을 붙인다던지, 진화퇴화가 빈번한 애니메이션과 달리 기본적으로 한번 진화하면 퇴화하지 않는 등(일부 예외 있음), 디지몬 본래의 설정에 매우 가깝다.
이 작품의 주인공 야가미 타이치는 애니메이션 디지몬 어드벤처의 주인공 야가미 타이치와 이름도 같고 디자인도 같은 동일인물이지만 양쪽은 존재하는 세계가 다른 패럴렐 월드의 인물이다. 이것은 만화와 애니메이션의 개시시기가 일치했던 탓에 캐릭터디자인을 도에이 애니메이션 스탭과 공동으로 했기 때문이다.
처음에는 두 작품에 어떠한 연결점을 둘 예정이었지만 자세한 경위는 알려지지 않았으나 일이 생각대로 잘 되지 않았고, 애니메이션의 속편인 파워디지몬의 주인공 모토미야 다이스케를 등장시키는 번외편을 그리면서 두 세계를 패럴렐 월드로 만드는 대담한 해결책을 두었다.
그 후 단편으로 원더스완 전용 소프트 브레이브 테이머의 주인공 아키야마 료, 디지몬 프론티어의 주인공 칸바라 타쿠야와 함께 싸우게 된다.
처음에는 컬러연재였지만 중반부터 연재표지만 컬러로 연재되게 되었다.

## 단행본
- Disc-1・100%테이머!!（ISBN 4-08-806017-2）
- Disc-2・또 한 명의 테이머（ISBN 4-08-806019-9）
- Disc-3・Butter-Fly（ISBN 4-08-806021-0）
- Disc-4・네오 진격!!（ISBN 4-08-806022-9）
- Disc-5・전설의 힘 디지멘탈（ISBN 4-08-806024-5）
- Disc-6・VS오메가몬（ISBN 4-08-806025-3）
- Disc-7・데몬 성으로（ISBN 4-08-806028-8）
- Disc-8・이어진 용기（ISBN 4-08-806030-X）
- Disc-9・성스러운 빛 알포스（ISBN 4-08-806032-6）

## 같이 보기
- 디지털 몬스터
- 디지몬 넥스트
- 반다이